# Cyrtaucheniidae

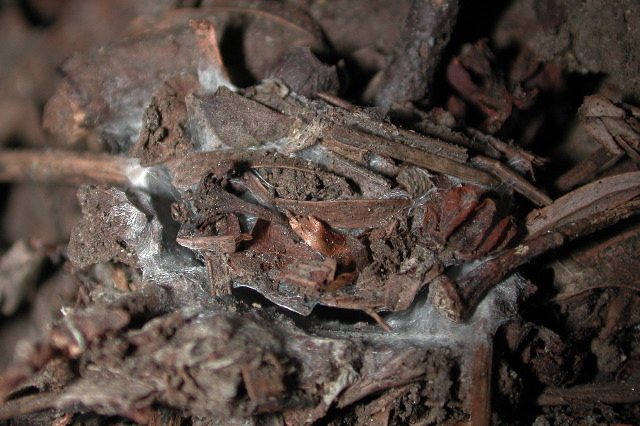
Promyrmekiaphila sp. vizuină cu "uşa" închisă

Cyrtauchenioidea este o familie de păianjeni migalomorfi.Denumirea provine de la cuvintele grecești: κυρταύχην (cyrtàuchen), κυρτός (cyrtòs) și αὐχήν (auchen). Acești păianjneni sunt puțin studiați. Se cunoaște că Angka hexops  are doar șase ochi (nu 8 ca la majoritatea păianjenilor) și atât masculii, cât și femele au 15 mm lungime.

## Răspândire
Familia este bine reprezentată în Statele Unite, Mexic, America de Sud și Africa. Cele mai frecvente genuri din SUA sunt: Myrmekiaphila, Aptosticus și Promyrmekiaphila. Genul Anemesia se găsește doar în Asia Centrală, Cyrtauchenius ajunge din Algeria până în Italia. Angka este un gen endemic din pădurile din Thailanda.

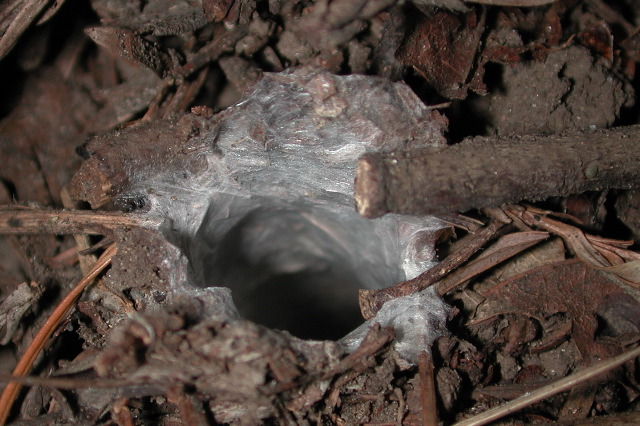
Vizuină cu "uşa" deschisă

## Sistematică
În prezent familia cuprinde 18 genuri și 134 specii:
- Subfamilia Aporoptychinae Simon, 1889:

- Acontius Karsch, 1879 — Africa;
- Ancylotrypa Simon, 1889 — Africa;
- Bolostromoides Schiapelli & Gerschman, 1945 — Venezuela;
- Bolostromus Ausserer, 1875 — America Centrală;
- Fufius Simon, 1888 — America Centrală;
- Kiama Main & Mascord, 1969 — Australia
- Rhytidicolus Simon, 1889 — Venezuela.

- Subfamilia Cyrtaucheniinae Simon, 1892:

- Cyrtauchenius Thorell, 1869 — Regiunea mediteraniană.

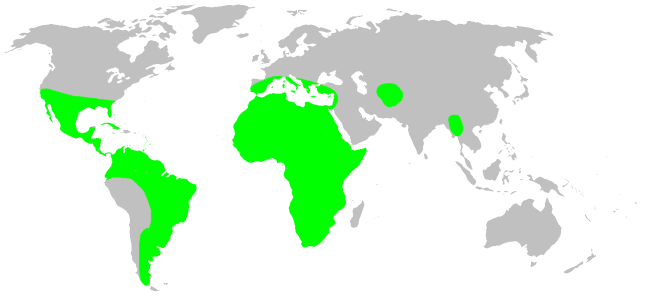
Distribuţia fam. Cyrtaucheniidae

- Subfamilia Euctenizinae Raven, 1985:

- Apomastus Bond & Opell, 2002 — SUA;
- Aptostichus Simon, 1891 — SUA;
- Entychides Simon, 1888 — SUA, Mexic;
- Eucteniza Ausserer, 1875 — SUA, Mexic;
- Homostola Simon, 1892 — Africa de Sud;
- Myrmekiaphila Atkinson, 1886 — SUA;
- Neoapachella Bond & Opell, 2002 — SUA;
- Promyrmekiaphila Schenkel, 1950 — SUA;

- incertae sedis

- Anemesia Pocock, 1895 — Turkmenistan, Tadjikistan, Afghanistan;
- Angka Raven & Schwendinger, 1995 — Thailanda.